# 다카히라촌 (효고현)
다카히라촌(高平村)은 효고현 아리마군에 존재했던 촌이다.

## 역사
- 1889년 4월 1일 - 정촌제 시행에 수반해 아리마군 다카히라촌이 성립하였다.
- 1956년 9월 30일 - 구 산다정, 히로노촌, 오노촌, 미와정과 합병해 새로운 산다정이 되어 소멸하였다.

## 참고문헌
- 角川日本地名大辞典 28 兵庫県